# 14919 Robertohaver
14919 Robertohaver è un asteroide della fascia principale. Scoperto nel 1994, presenta un'orbita caratterizzata da un semiasse maggiore pari a 2,3922592 UA e da un'eccentricità di 0,0926857, inclinata di 12,45471° rispetto all'eclittica.
L'asteroide è dedicato all'astrofilo italiano Roberto Haver, coautore della prescoperta della cometa 109P/Swift-Tuttle.